# Кубок Німеччини з футболу серед жінок
Кубок Німеччини з футболу серед жінок (нім. DFB-Pokal Frauen) — футбольний кубок Німеччини серед жінок, який проходить у форматі на виліт. Він вважається другим за значимістю національним титулом в жіночому німецькому футболі після чемпіонату. Змагання було засновано 1980 року.

## Фінали
До возз'єднання Німеччини у змаганні брали участь лише команди із Західної Німеччини.

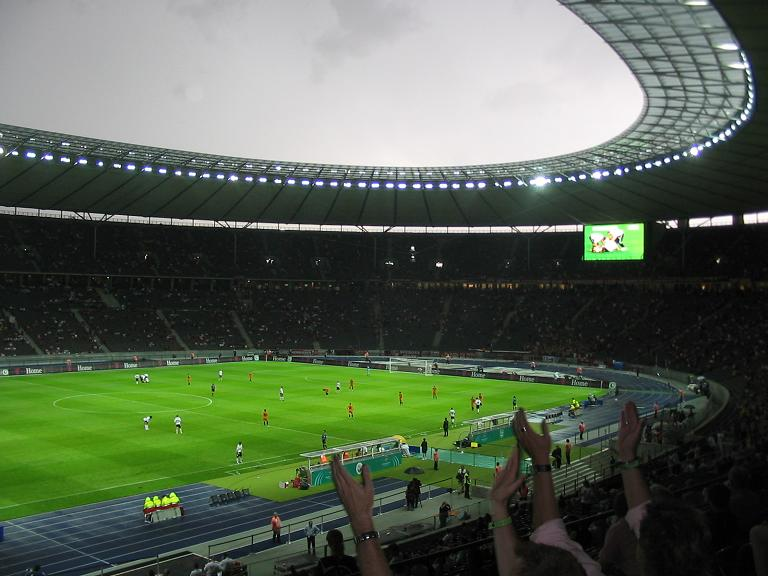
Фінал 2007 року на Олімпійському стадіоні у Берліні.

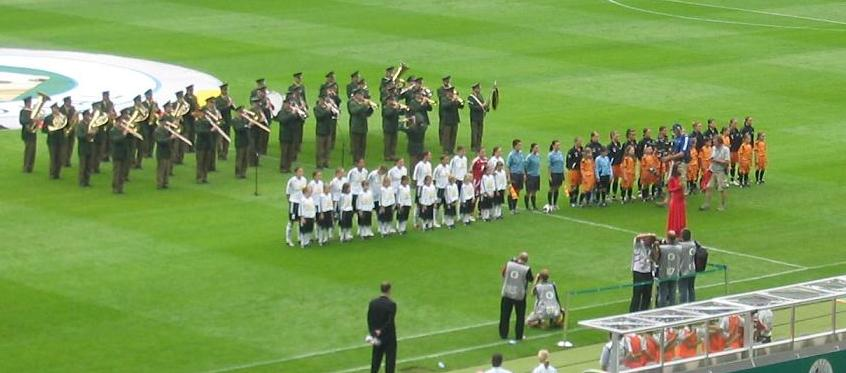
Фінал 2007 року на Олімпійському стадіоні у Берліні.

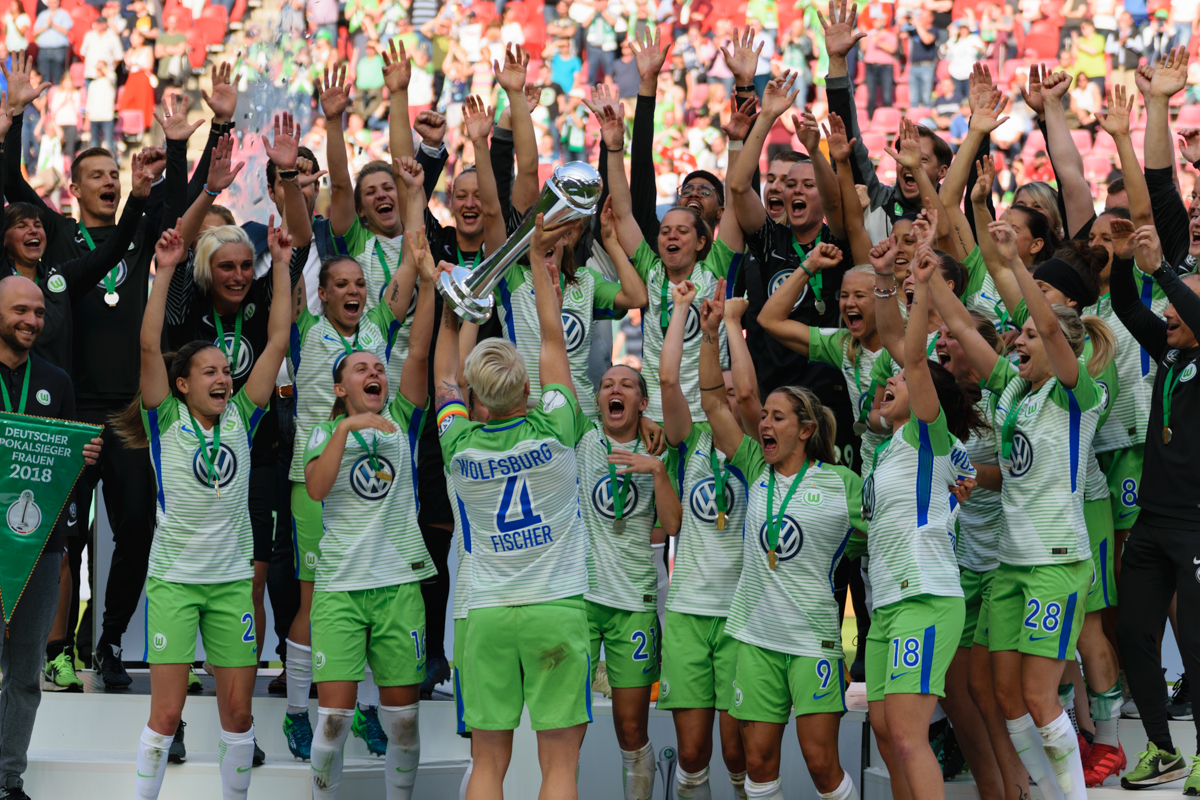
«Вольфсбург» з трофеєм після фіналу 2018 року

| Рік     | Володар             | Рахунок       | Фіналіст                | Місце                                  |
| ------- | ------------------- | ------------- | ----------------------- | -------------------------------------- |
| 1980–81 | «Бергіш-Гладбах»    | 5–0           | «Веррштадт»             | Штутгарт (Мерседес-Бенц Арена)         |
| 1981–82 | «Бергіш-Гладбах»    | 3–0           | «Вільдесгаузен»         | Франкфурт-на-Майні (Вальдштадіон)      |
| 1982–83 | «КБК Дуйсбург»      | 3–0           | «ФСВ Франкфурт»         | Франкфурт-на-Майні («Борнгаймер Ганг») |
| 1983–84 | «Бергіш-Гладбах»    | 2–0           | «Айнтрахт» (Вольфсбург) | Франкфурт-на-Майні (Вальдштадіон)      |
| 1984–85 | «ФСВ Франкфурт»     | 1–1, пен. 4–3 | «КБК Дуйсбург»          | Берлін (Олімпійський стадіон)          |
| 1985–86 | «Зіген»             | 2–0           | «Бергіш-Гладбах»        | Берлін (Олімпійський стадіон)          |
| 1986–87 | «Зіген»             | 5–2           | «Левеніх»               | Берлін (Олімпійський стадіон)          |
| 1987–88 | «Зіген»             | 4–0           | «Баварія»               | Берлін (Олімпійський стадіон)          |
| 1988–89 | «Зіген»             | 5–1           | «ФСВ Франкфурт»         | Берлін (Олімпійський стадіон)          |
| 1989–90 | «ФСВ Франкфурт»     | 1–0           | «Баварія»               | Берлін (Олімпійський стадіон)          |
| 1990–91 | «Грюн-Вайс»         | 1–0           | «Зіген»                 | Берлін (Олімпійський стадіон)          |
| 1991–92 | «ФСВ Франкфурт»     | 1–0           | «Зіген»                 | Берлін (Олімпійський стадіон)          |
| 1992–93 | «Зіген»             | 1–1, пен. 6–5 | «Грюн-Вайс»             | Берлін (Олімпійський стадіон)          |
| 1993–94 | «Грюн-Вайс»         | 2–1           | «Зіген»                 | Берлін (Олімпійський стадіон)          |
| 1994–95 | «ФСВ Франкфурт»     | 3–1           | «Зіген»                 | Берлін (Олімпійський стадіон)          |
| 1995–96 | «ФСВ Франкфурт»     | 2–1           | «Клінге»                | Берлін (Олімпійський стадіон)          |
| 1996–97 | «Грюн-Вайс»         | 3–1           | «Айнтрахт» (Райне)      | Берлін (Олімпійський стадіон)          |
| 1997–98 | «ФКР 2001 Дуйсбург» | 6–2           | «ФСВ Франкфурт»         | Берлін (Олімпійський стадіон)          |
| 1998–99 | «Франкфурт»         | 1–0           | «ФКР 2001 Дуйсбург»     | Берлін (Олімпійський стадіон)          |
| 1999–00 | «Франкфурт»         | 2–1           | «Шпортфройнде»          | Берлін (Олімпійський стадіон)          |
| 2000–01 | «Франкфурт»         | 2–1           | «Флейсгайм-Гіллен»      | Берлін (Олімпійський стадіон)          |
| 2001–02 | «Франкфурт»         | 5–0           | «Гамбург»               | Берлін (Олімпійський стадіон)          |
| 2002–03 | «Франкфурт»         | 1–0           | «ФКР 2001 Дуйсбург»     | Берлін (Олімпійський стадіон)          |
| 2003–04 | «Турбіне»           | 3–0           | «Франкфурт»             | Берлін (Олімпійський стадіон)          |
| 2004–05 | «Турбіне»           | 3–0           | «Франкфурт»             | Берлін (Олімпійський стадіон)          |
| 2005–06 | «Турбіне»           | 2–0           | «Франкфурт»             | Берлін (Олімпійський стадіон)          |
| 2006–07 | «Франкфурт»         | 1–1 пен. 4–1  | «ФКР 2001 Дуйсбург»     | Берлін (Олімпійський стадіон)          |
| 2007–08 | «Франкфурт»         | 5–1           | «Саарбрюкен»            | Берлін (Олімпійський стадіон)          |
| 2008–09 | «ФКР 2001 Дуйсбург» | 7–0           | «Турбіне»               | Берлін (Олімпійський стадіон)          |
| 2009–10 | «ФКР 2001 Дуйсбург» | 1–0           | «Єна»                   | Кельн (Рейн Енергі Штадіон)            |
| 2010–11 | «Франкфурт»         | 2–0           | «Турбіне»               | Кельн (Рейн Енергі Штадіон)            |
| 2011–12 | «Баварія»           | 2–0           | «Франкфурт»             | Кельн (Рейн Енергі Штадіон)            |
| 2012–13 | «Вольфсбург»        | 3–2           | «Турбіне»               | Кельн (Рейн Енергі Штадіон)            |
| 2013–14 | «Франкфурт»         | 3–0           | «Ессен»                 | Кельн (Рейн Енергі Штадіон)            |
| 2014–15 | «Вольфсбург»        | 3–0           | «Турбіне»               | Кельн (Рейн Енергі Штадіон)            |
| 2015–16 | «Вольфсбург»        | 2–1           | «Санд»                  | Кельн (Рейн Енергі Штадіон)            |
| 2016–17 | «Вольфсбург»        | 2–1           | «Санд»                  | Кельн (Рейн Енергі Штадіон)            |
| 2017–18 | «Вольфсбург»        | 0–0, пен. 3–2 | «Баварія»               | Кельн (Рейн Енергі Штадіон)            |
| 2018–19 | «Вольфсбург»        | 1–0           | «Фрайбург»              | Кельн (Рейн Енергі Штадіон)            |
| 2019–20 | «Вольфсбург»        | 3–3, пен. 4–2 | «Ессен»                 | Кельн (Рейн Енергі Штадіон)            |
| 2020–21 | «Вольфсбург»        | 1–0           | «Айнтрахт»              | Кельн (Рейн Енергі Штадіон)            |
| 2021–22 | «Вольфсбург»        | 4–0           | «Турбіне»               | Кельн (Рейн Енергі Штадіон)            |
| 2022–23 | «Вольфсбург»        | 4–1           | «Фрайбург»              | Кельн (Рейн Енергі Штадіон)            |
| 2023–24 | «Вольфсбург»        | 2–0           | «Баварія»               | Кельн (Рейн Енергі Штадіон)            |
| 2024–25 | «Баварія»           | 4–2           | «Вердер»                | Кельн (Рейн Енергі Штадіон)            |

## Переможці
| Клуб                     | Переможець | Фіналіст |
| ------------------------ | ---------- | -------- |
| «Вольфсбург»             | 11         | 1        |
| «Айнтрахт»               | 9          | 5        |
| «Шпортфройнде» (Зіген)   | 5          | 5        |
| «ФСВ Франкфурт»          | 5          | 3        |
| «Турбіне» (Потсдам)      | 3          | 5        |
| ФКР 2001 Дуйсбург        | 3          | 3        |
| «Бергіш-Гладбах»         | 3          | 1        |
| «Грюн-Вайс» (Браувайлер) | 3          | 1        |
| «Баварія»                | 2          | 4        |
| «КБК Дуйсбург»           | 1          | 1        |
| «Санд»                   | 0          | 2        |
| «Ессен»                  | 0          | 2        |
| «Фрайбург»               | 0          | 2        |
| «Флейсгайм-Гіллен»       | 0          | 1        |
| «Гамбург»                | 0          | 1        |
| «Єна»                    | 0          | 1        |
| «Левеніх»                | 0          | 1        |
| «Айнтрахт» (Райне)       | 0          | 1        |
| «Саарбрюкен»             | 0          | 1        |
| «Клінге» (Зекках)        | 0          | 1        |
| «Вільдесгаузен»          | 0          | 1        |
| «Веррштадт»              | 0          | 1        |
| «Вердер» (Бремен)        | 0          | 1        |